# Lucius Apronius
Lucius Apronius was een Romeinse legerleider en ridder in de cohorte van Drusus die leefde in de eerste eeuw na de jaartelling.
Hij was legaat in Dalmatia en Germania en werd door Germanicus aangesteld om bruggen en wegen te verdedigen in diens veldtocht tegen de Chatten. Apronius deed zijn werk zo goed dat hij promotie maakte en proconsul werd in Africa. Hier werd hij geconfronteerd met de al enige tijd voortdurende opstand van Tacfarinas. 
Uiteindelijk kreeg hij het commando over de Romeinse troepen in Germania Inferior, waar hij als ingenieur bij de genie bruggen bouwde over de Vliestroom en een strijd met de Frisii uitvocht in de Slag in het Baduhenna-woud in 28 en waarschijnlijk daarbij het leven verloor.